# Azarce
Azarce – dawna wieś. Tereny, na których leżała, znajdują się obecnie na Białorusi, w obwodzie witebskim, w rejonie dokszyckim, w sielsowiecie Parafianowo.

## Historia
W czasach zaborów wieś leżała w gminie Pariafianów, w powiecie wilejskim w guberni wileńskiej Imperium Rosyjskiego.
W dwudziestoleciu międzywojennym wieś i folwark leżały w Polsce, w województwie wileńskim, w powiecie duniłowickim, od 1926 w powiecie dziśnieńskim, w gminie Parafianów.
Według Powszechnego Spisu Ludności z 1921 roku zamieszkiwało:
- wieś – 138 osób, 81 były wyznania rzymskokatolickiego, 54 prawosławnego, a 3 mojżeszowego. Jednocześnie 128 mieszkańców zadeklarowało polską, a 10 białoruską przynależność narodową. Były tu 22 budynki mieszkalne[4]. W 1931 w 34 domach zamieszkiwały 204 osoby[5].
- folwark – 9 osób, wszystkie były wyznania rzymskokatolickiego i zadeklarowały polską przynależność narodową. Był tu 1 budynek mieszkalny[4]. W 1931 folwarku nie odnotowano[5].

Wierni należeli do parafii rzymskokatolickiej w Parafianowie i prawosławnej w Dokszycach. Miejscowość podlegała pod Sąd Grodzki w Dokszycach i Okręgowy w Wilnie; właściwy urząd pocztowy mieścił się w Parafianowie.